# Eleição presidencial nos Estados Unidos em 1816
A eleição presidencial dos Estados Unidos de 1816 foi a oitava eleição presidencial no país.
Os quatro anos anteriores estiveram marcados pela guerra anglo-americana de 1812. Enquanto não terminasse numa vitória, a paz não seria satisfatória para o povo americano, e os Democratas-Republicanos receberam apoio para lidarem com o problema.
Com a oposição federalista em decadência, muitos viram o secretário de Estado do governo de James Madison, James Monroe, como predestinado a suceder-lhe com êxito na presidência. De fato, Monroe ganhou as eleições com 183 votos, e 34 de Rufus King.
Deste modo, James Monroe foi eleito como 5.º presidente dos Estados Unidos ao vencer o federalista Rufus King.

## Processo eleitoral
Os eleitores gerais elegem outros "eleitores" que formam o Colégio Eleitoral. A quantidade de "eleitores" por estado varia de acordo com a quantidade populacional do estado. Em quase todos os estados, o vencedor do voto popular leva todos os votos do Colégio Eleitoral.

## Votações das indicações dos congressistas
Os congressistas americanos se reuniam informalmente para decidirem quem seriam os candidatos pelo seu partido.

### Indicação doPartido Democrata-Republicano
- James Monroe (Virgínia), Secretário de Estado dos Estados Unidos;
- William H. Crawford (Virgínia), Secretário da Guerra dos Estados Unidos.

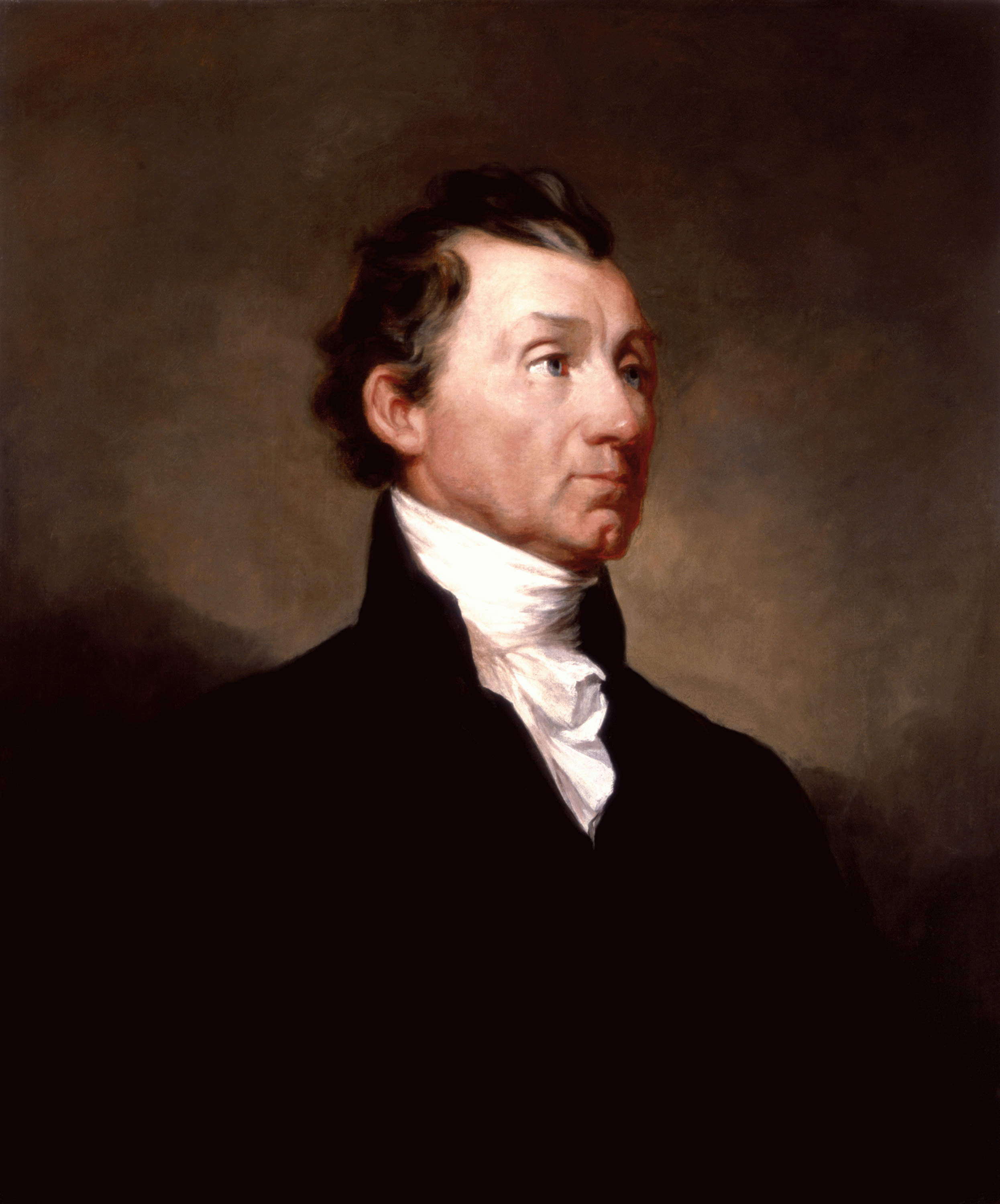
James Monroe
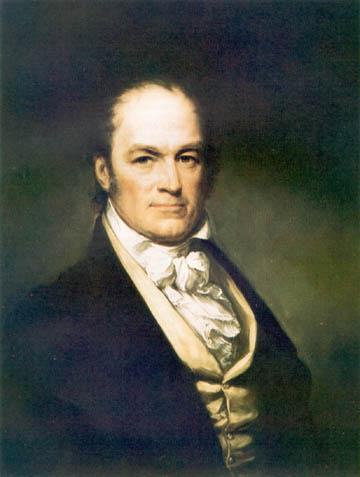
William H. Crawford

Monroe era o candidato favorito de ambos os ex-presidentes Thomas Jefferson e James Madison. Entretanto, Monroe enfrentou uma competição acirrada com o Secretário da Guerra William H. Crawford, que havia nascido na Virgínia mas residia na Geórgia. Além disso, havia o sentimento generalizado, especialmente em Nova Iorque, que era a hora em que desejavam outro presidente que não fosse da Virgínia. Mas o serviço de longa casa de Monroe e no exterior fez dele um candidato apropriado para a sucessão de Madison. Crawford nunca formalmente declarou-se um candidato, porque ele acreditava que tinha poucas chances contra o Monroe e temia que tal competição poderia negar-lhe um lugar no novo gabinete. Ainda assim, os partidários de Crawford tiveram uma importância significativa.
Em março de 1816, na votação dos Democratas-Republicanos, Monroe foi nomeado para Presidente e o Governador Daniel D. Tompkins vice-presidente. Monroe derrotou Crawford para a nomeação.
| Votação Presidencial |    | Votação Vice-presidencial |    |
| James Monroe         | 65 | Daniel D. Tompkins        | 85 |
| William H. Crawford  | 54 | Saimon Snyder             | 30 |
| -------------------- | -- | ------------------------- | -- |

### Indicação doPartido Federalista
- Rufus King (Massachusetts), senador.

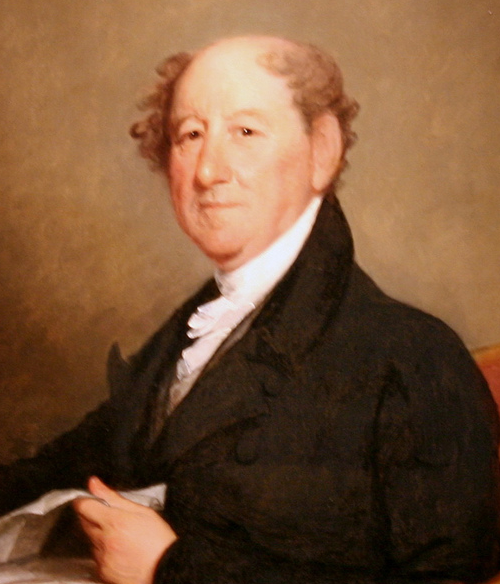
Rufus King

Rufus King foi indicado candidato à presidência e John Eager Howard candidato à vice-presidência.

## Resultados
| Candidato presidencial                                        | Candidato presidencial                                        | Partido                                                       | Estado de origem                                              | Voto popular(a), (b)                                          | Voto popular(a), (b)                                          | Colégio Eleitoral(c) | Running mate                | Running mate     | Running mate         |
| Candidato presidencial                                        | Candidato presidencial                                        | Partido                                                       | Estado de origem                                              | Votos                                                         | Porcentagem                                                   | Colégio Eleitoral(c) | Candidato vice-presidencial | Estado de origem | Colégio Eleitoral(c) |
| ------------------------------------------------------------- | ------------------------------------------------------------- | ------------------------------------------------------------- | ------------------------------------------------------------- | ------------------------------------------------------------- | ------------------------------------------------------------- | -------------------- | --------------------------- | ---------------- | -------------------- |
|                                                               | James Monroe                                                  | Democrata-Republicano                                         | Virgínia                                                      | 76,592                                                        | 68,2%                                                         | 183                  | Daniel D. Tompkins          | Nova Iorque      | 183                  |
|                                                               | Rufus King                                                    | Federalista                                                   | Massachusetts                                                 | 34,740                                                        | 30,9%                                                         | 34                   | John Eager Howard           | Maryland         | 22                   |
| James Ross                                                    | Rufus King                                                    | Federalista                                                   | Massachusetts                                                 | 34,740                                                        | 30,9%                                                         | 34                   | Pensilvânia                 | 5                |                      |
| John Marshall                                                 | Rufus King                                                    | Federalista                                                   | Massachusetts                                                 | 34,740                                                        | 30,9%                                                         | 34                   | Virgínia                    | 4                |                      |
| Robert Goodloe Harper                                         | Rufus King                                                    | Federalista                                                   | Massachusetts                                                 | 34,740                                                        | 30,9%                                                         | 34                   | Virgínia                    | 3                |                      |
|                                                               | Nenhum                                                        | Nenhum                                                        | Nenhum                                                        | 1,038                                                         | 0,9%                                                          | 0                    | Nenhum                      | Nenhum           | 0                    |
| Total                                                         | Total                                                         | Total                                                         | Total                                                         | 112,370                                                       | 100%                                                          | 217                  |                             |                  | 217                  |
| Votos mínimos do Colégio Eleitoral que se precisa para vencer | Votos mínimos do Colégio Eleitoral que se precisa para vencer | Votos mínimos do Colégio Eleitoral que se precisa para vencer | Votos mínimos do Colégio Eleitoral que se precisa para vencer | Votos mínimos do Colégio Eleitoral que se precisa para vencer | Votos mínimos do Colégio Eleitoral que se precisa para vencer | 109                  |                             |                  | 109                  |

Fonte:
(a)Apenas 10 dos 19 estados escolheram "eleitores" pelo voto popular.

(b)Os Estados que escolheram "eleitores" pelo voto popular tinham muitas diferentes restrições ao sufrágio por meio de exigências de propriedade.

(c)Um "eleitor" de Delaware e três "eleitores" de Maryland não votaram.

## Seleção dos "eleitores" do Colégio Eleitoral
| Método de escolha dos "eleitores" do Colégio Eleitoral                                            | Estado (s)                                                                                                |
| ------------------------------------------------------------------------------------------------- | --- |
| Cada "eleitor" é nomeado pelo legislativo estadual.                                               | Connecticut, Delaware, Geórgia, Indiana, Louisiana, Massachusetts, Nova Iorque, Carolina do Sul, Vermont. |
| Cada "eleitor" é escolhido pelos eleitores em todo o estado.                                      | Nova Hampshire, Nova Jersey, Carolina do Norte, Ohio, Pensilvânia, Rhode Island, Virgínia.                |
| O estado é dividido em distritos eleitorais, os eleitores de cada distrito escolhem um "eleitor". | Kentucky, Maryland, Tennessee.                                                                            |